# Tepuibasis fulva
Tepuibasis fulva – gatunek ważki z rodziny łątkowatych (Coenagrionidae).